# Pechhorn

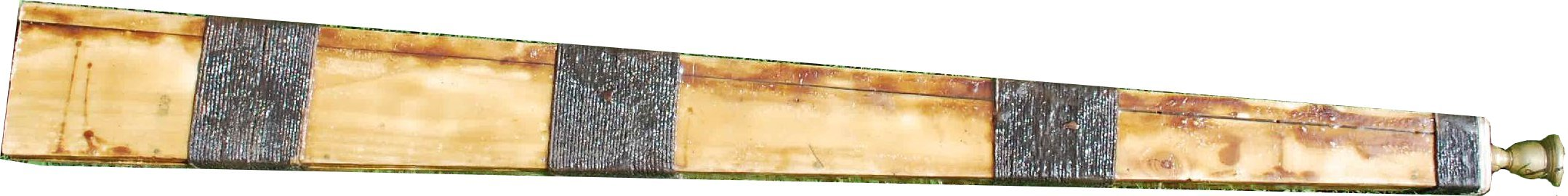
Rekonstruktion eines Pechhorns

Das Pechhorn war eine hölzerne Naturtrompete, die zuletzt im sächsischen Vogtland verbreitet war und heute als ausgestorben gilt.

## Beschreibung
Das Pechhorn wurde aus dünn gespaltenen Brettern in Form eines symmetrischen Trapezes zusammengefügt, die zur Stabilisierung mit Pech bestrichen und mit Hanf umwickelt waren. Angeblasen wurde ein Pechhorn mit einem ebenfalls hölzernen Kesselmundstück. Die Spieltechnik entsprach dem Prinzip der Polsterpfeife, damit gehörte das Pechhorn zu den Blechblasinstrumenten.
Originale Instrumente sind nicht erhalten, so dass Aussagen zu Klang und Tonumfang nur anhand von Rekonstruktionen getroffen werden können. Da Pechhörner auf Darstellungen keine Grifflöcher, Ventile oder Klappen zeigen, ist davon auszugehen, das nur Töne der Naturtonreihe erzeugt werden konnten. Der auf Nachbauten erreichbare Tonumfang umfasst nicht mehr als zwei Oktaven, der Klang ist durchdringend, weittragend und hornähnlich weich.

## Geschichte
Michael Praetorius berichtet im Jahr 1619 von im Vogtland hergestellten Holztrompeten. Zu dieser Zeit waren Pechhörner als Signalinstrumente also noch weithin bekannt. Der Volksmund sagte ihnen Zauberkräfte nach. Im 18. Jahrhundert wurde das Pechhorn nur noch als Volksmusikinstrument der Pechsieder gespielt. Mit dem Aussterben der Pechsiederei endet im 19. Jahrhundert auch diese letzte lokale Tradition.